# Günter Kotte
Günter Kotte (* 11. Januar 1949 in Pirna) ist ein deutscher Schriftsteller und Regisseur.

## Leben
Günter Kotte wuchs bei Zieheltern in dem Dorf Bühlau (heute zu Großharthau gehörig) bei Stolpen auf und ging hier auf die Grundschule. Von 1964 bis 1966 besuchte er die Kinder- und Jugendsportschule Dresden und schaffte es bis zum Bezirksmeister im 3000-Meter-Hindernislauf (1966) und zum Olympia-C-Kader.
Mit 17 Jahren brach Günter Kotte 1966 die Laufbahn als Leistungssportler ab und arbeitete zeitweise als Kellner im Lindengarten in Dresden sowie als Sportreporter bei der Dresdner Tageszeitung Sächsische Neueste Nachrichten. 1967 nahm er ein Produktions-Volontariat beim Deutschen Fernsehfunk wahr und von 1968 bis 1973 studierte er an der Hochschule für Film und Fernsehen Potsdam in Babelsberg, die er im Fach Produktion/Regie mit einem Diplom abschloss. Danach war er bis 1983 freiberuflich für das DEFA-Studio für Dokumentarfilme tätig.
Im November 1976 gehörte er zu den Mitunterzeichnern der Petition gegen die Ausweisung Wolf Biermanns. Zur Vermeidung des NVA-Wehrdienstes verbrachte Günter Kotte 1977 längere Zeit in der psychiatrischen Klinik St. Joseph, Berlin.
Rainer Simon engagierte ihn 1978 als Regieassistenten für den DEFA-Spielfilm Zünd an, es kommt die Feuerwehr. Nach einem Studienaufenthalt gemeinsam mit der Schriftstellerin Katja Lange-Müller in der Mongolischen Volksrepublik im Jahr 1981 stellte Günter Kotte einen Ausreiseantrag und konnte 1983 nach West-Berlin übersiedeln. Hier arbeitete er als Synchron-Regisseur und freiberuflicher Autor.
Zu Beginn der 90er Jahre nahm Günter Kotte seinen Wohnsitz wieder im Ostteil von Berlin und wandte sich verstärkt dem Dokumentar-Film und der Autorentätigkeit für Hörfunk-Features zu.

## Hörspiel
- Liebesleben unter dem Pseudonym André Negrit in Co-Autorenschaft mit Katja Lange-Müller (RIAS 1984)

## Film und Dokumentarfilm
- Einfach eine Probe, Drehbuch/Produktionsleitung (HFF 1970)
- Rosenthaler Straße 51, Drehbuch und Regie (zusammen mit Heiner Sylvester) (DEFA 1977)
- Zünd an, es kommt die Feuerwehr, Regieassistenz, Darsteller Geiger (DEFA-Spielfilm 1977/1978)
- Ich war ja auch wer: Chefkoch Hermann Reußner, Jahrgang 1891, erzählt aus seinem Leben, Drehbuch (zusammen mit Werner Buhss), (DEFA 1981/1982)[5]
- Das Luftschiff, Darsteller Kranker, (DEFA-Spielfilm 1982/1983)
- Helga S. – Aus dem Leben einer Prostituierten, Drehbuch und Regie (MDR 1992)
- Hundehauptstadt B. Drehbuch und Regie (MDR 1993)
- Djamilas Fenster – Die Geschichten des Tschingis Aitmatow, Drehbuch und Regie (MDR/arte 1994)
- Normalerweise wäre ich euch nie begegnet – Carl Andrießen, Drehbuch und Regie (1995)
- Die alten Weiber, Drehbuch und Regie (SFB 1995/96)
- Clown Gottes – Der Tänzer Gregor Seyffert, Drehbuch und Regie (1997)
- Lieber Wolodja – Wladimir Semjonowitsch Wyssozki, Drehbuch und Regie (SFB 1998)[6]
- Lampion – c’ est si bon, Drehbuch und Regie (SFB 2001)[7][8]
- Oh’ Champs-Elysée… – Die Leute von Hohenbüssow, Drehbuch und Regie (2004)

## Hörfunk-Feature
- „Normalerweise wär’ ich euch nie begegnet“: Der Satiriker und Theaterkritiker Carl Andrießen (DS-KULTUR 1992)
- Lieber Wolodja – Erinnerung an die sowjetische Liedermacherlegende Wladimir Semjonowitsch Wyssozki (MDR 1998)
- „Neulich nahm man mir die Bücher weg“: Der Bibliothekar Konrad Hawlitzki (MDR 1999)
- Russisches Gold – Aus dem Leben des Wadim Iwanowitsch Tumanow (MDR 2000)
- Ich stehe keinem mehr gegenüber – Der Schriftsteller Tschingis Aitmatow (MDR 2002)
- Strawalde oder Mach dich an dein sündiges Leben (MDR 2004)
- Des Wodkas reine Seele  (MDR 2005)
- Von Napoleons Hut, dem Eisernen Kreuz und Links, zwei, drei… – Aus dem Leben des Historikers Klaus-Peter Merta (MDR 2006)
- Ich war auch mal der Geist von Hamlets Vater – Frau Bechstein, der Führer und Klaus Ebeling (MDR 2007)
- Der Dampfpapst und die schwarze Gang – Dampfschlepper ‚Andreas‘ auf großer Fahrt (MDR 2007)
- Mister Elshamy – Einmal Khartoum und zurück (MDR 2008)
- …dass noch mein Herz aus schwarzer Tinte spricht – Leonardis Tinten sind die besten. Der ‚Pelikan‘ des Ostens (MDR 2008)
- Kalina Krassnaja – Roter Holunder – Wassili Schukschin und sein Film (MDR 2009)
- Der letzte Schluck – ein Weg (MDR 2009)
- Der Glaube, der nichts tut, ist ein verdammtes Geschwätz – Nikolaus Graf von Zinzendorf, Ein Porträt des Gründers der Herrnhuter Brüdergemeine (MDR 2010)
- Moskau-Petuschki – Der Schriftsteller Wenedikt Jerofejew (MDR 2010)
- Nicht nur im Fleischwolf vergnügen sich Millionen von kleinen Tierchen: Professor Axel Kramer (MDR 2011)
- Ein feiner stiller Ort: Der Stadtgottesacker in Halle (MDR 2011)
- Wenn die Zeit still steht oder Langweilen sich Fische eigentlich auch? (MDR 2011)
- Johann Gottlieb Fichte. Aus Rammenau… (MDR 2012)
- Stalins Stimme – Juri Borissowitsch Lewitan (DLR/MDR 2012)[9]
- Ohne ihn wären die Mächtigen oftmals sprachlos gewesen: Der Dolmetscher Wolfgang Ghantus (MDR 2013)
- Nein, ganz vergeh ich nicht. Puschkin in Michailowskoje. (ORF 2013)
- Das bin doch nicht ich, oder? Eine Hommage auf der Karikaturisten Henry Büttner (MDR 2013)[10]
- Die Gräber der großen Russen – Der Friedhof Nowodewitschi in Moskau (MDR/ORF 2014)
- Wenn das Krankenhaus krank macht (MDR 2014)
- Erika Hubalowski, Kurort Jonsdorf, Schuhwaren (MDR 2014)
- Senf im Kaffee – Senfmüller in Thüringen und Sachsen (MDR 2015)
- Die Mumie vom Roten Platz (MDR/SWR 2017)
- Der Chirurg aus dem Rheinland und seine Lausitzer Kinder (MDR/WDR 2018)
- Ich rauche gern – Belormorkanal: Was vom Stalinkanal geblieben ist (MDR/WDR 2019)[11]

## Hörbuch-Publikation
- Na Sdorowje. Die Russen und ihr Wodka. Eine Geschichte in Liedern und Texten erzählt von Günter Kotte, Ohreule, Eulenspiegelverlag 2007, ISBN 9783359010999